# 야마지 요시히토
야마지 요시히토(일본어: 山路 嘉人, 1971년 1월 13일~)는 일본의 전 축구 선수이다.

## 구단 경력
과거 도시바, 베갈타 센다이에서 활동하였다.